# 潘光沛
潘光沛（1959年8月6日—2018年12月24日），香港作曲家，作詞人，音樂劇作家及律師，籍贯為广东南海。

## 早年生活
潘光沛祖籍廣東南海，1959年出生。他是家中幼子， 有兩個姊姊。父親潘朝彥為資深報人和傳媒高層、逝世前任香港《華僑日報》董事兼總編輯。潘光沛肆業於聖保羅男女小學及中學，在家庭和學校的薰陶下，自幼酷愛音樂，經常參與音樂培訓，鋼琴比賽及表演。學生時代曾獲得的獎項包括1977年香港學校音樂節鋼琴總決賽冠軍「嘉道理夫人」盃。1974年，潘光沛跟隨同學一起參加香港浸信教會青年團契、詩班等活動，並於1975年葛培理佈道大會決定信奉基督教。後來他較專注音樂方面的發展，漸漸淡出教會生活。
潘光沛於1978年入讀香港大學法律系，在大學一年級仍是新生時，便指揮法律學院合唱團。

## 音樂劇人生
1982年大學畢業後，潘光沛成為全職律師。他任職律師期間，以業餘身分繼續音樂創作，更致力於本地原創粵語音樂劇的發展。他早期的劇團工作，包括美國社區劇團的"Company" （1984）和海豹劇團劇作《大團圓》（1984）的音樂總監。 他參與的第一部創作音樂劇，則是為1985年中英劇團《貓城記》作曲及填詞，成績大受好評 。
1986年，潘光沛成立了一個致力發展本地音樂劇的非牟利機構－音樂劇團（The Musical Company)，並其後於1986至1987年間製作香港第一個廣東話的原創音樂劇《黃金屋》。他透過表演藝術，反映社會時弊。該劇的創意及成績，被譽為香港音樂劇發展的一大突破和里程碑。首演製作更被香港電台選為當年十大樂聞之一。樂評人周凡夫形容該劇是「真正香港化的原創音樂劇，在題材、音樂、語言上都有本土色彩的製作....是1980年代最具有香港本土特色的原創音樂劇。」
同年潘光沛亦於流行音樂創作上獲得重大成就，爲流行歌手倫永亮所唱的歌曲“歌詞”作曲作詞。該首歌曲於ABU亞太流行曲創作大賽香港區總決賽獲冠軍，亦同時獲香港電台頒發1986年最佳創意獎。1988年潘光沛與城市當代舞蹈團合作參與創作舞蹈音樂劇《七種誘惑》的製作。同年，他獲亞洲文化基金資助往美國作短期學習，並於1989年至1991年間赴美國紐約市攻讀爵士及社區音樂碩士課程。
同時其創作的散文及短篇故事集《兩小無猜》於1993年底由他成立的風中細路有限公司出版，主要是輯錄自他於1991至1993年間在《信報》及《越界》發表的作品。風中細路有限公司共出版了兩本書，除《兩小無猜》外，還有同於1993年出版邁克的《採花賊的地圖》。
1994年，音樂劇團的第二齣音樂劇《風中細路》在香港藝術節上演。1995年，《風中細路》在第四屆香港舞台劇獎贏得最佳創作音樂獎。周凡夫評論該劇「從製作和舞台效果的角度看，這是一個充满可觀性、娛樂性，且能做到雅俗共賞的有趣音樂劇」。南華早報認為該劇「將粵語與爵士樂結合起來，起初聽起來確實有點奇怪，但正是這種非常創新、甚至大膽的努力，使得這部本地製作的音樂劇如此新頴。這音樂劇的主題並不新鮮——香港的政治前途、九七因素、錯綜複雜的愛情。 但每首歌中巧妙的諷刺卻能觸動觀眾中主要為年輕人的心思，並引發他們思考。」

## 其他
潘光沛除先後任職香港各大律師行，在1994年10月至1997年7月期間於立法局秘書處出任助理法律顧問，参與香港法例英文中譯本的相關工作；其後亦曾任個人資料私隱專員公署法律總監，以及地產管理監管局顧問律師。他於2005年辭去律師工作，全身投入一直以來熱愛的音樂，期間先後創作不少未發表的原創歌曲，例如《留在我身邊》，《母乳有毒》。潘光沛亦於2014年就香港政治改革計劃多次公開發表意見。

## 逝世
潘光沛逝世前幾年曾往返馬來西亞、台灣、香港及中山，為的是尋找一個寧靜自由的環境繼續音樂創作。他患上青光眼，情緒低落後患上抑鬱病。而大量的音樂原稿因電腦故障而失掉，令他大受打擊，病情加重，最終於2018年12月24日聖誕前夕在香港結束自己的生命。潘光沛的家人，大學同學及聖保羅男女中學的校友在2019年為紀念他而共同設立了 “潘光沛音樂紀念獎 Eric Pun Memorial Prize in Music”，以獎勵每一年度於音樂方面有傑出成就的香港大學法律系學生。

## 主要音樂作品
- 1985 老舍: 貓城記 (粵語歌舞劇全劇曲、詞)
- 1986 歌詞 (曲、詞)
- 1986 黃金屋 (原創廣東話音樂劇劇本及全劇曲、詞)
- 1987 台板人生 (作曲、音樂總監)
- 1988 七種誘惑 (舞蹈音樂劇全劇曲、詞)
- 1994 風中細路 (原創廣東話音樂劇劇本及全劇曲、詞)
- 2008 母乳有毒 (曲、詞)
- 1991–2018

```
- 孔明燈 (曲、詞)
- 我要做歌手 (曲、詞)
- 小寶貝 (曲、詞)
- 留在我身邊 (曲、詞) 
- 你是我的堡壘 (曲、詞) 
- 從前月亮 (曲、詞) 
- 唔存在世界 (曲、詞) 
```

散文集   
- 1993 兩小無猜